# Pic strihup
Meiglyptes tristis
Espèce
Statut de conservation UICN

 EN C2a(ii) : En danger
Le Pic strihup (Meiglyptes tristis) est une espèce d'oiseaux de la famille des Picidae, dont l'aire de répartition s'étend sur la Birmanie, la Thaïlande, la Malaisie, Brunéi et l'Indonésie. Il a disparu de Singapour.

## Liste des sous-espèces
D'après la classification de référence (version 5.1, 2015) du Congrès ornithologique international, cette espèce est constituée des deux sous-espèces suivantes (ordre phylogénique) :
- Meiglyptes tristis grammithorax (Malherbe, 1862) ;
- Meiglyptes tristis tristis (Horsfield, 1821).